# I'm Outta Love
Singles de Anastacia
Not That Kind
(2000)
Pistes de Not That Kind
Not That Kind Cowboys & Kisses
I'm Outta Love est une chanson écrite par la chanteuse Anastacia et les producteurs Louis Biancaniello, et Sam Watters pour le premier album d'Anastacia, Not That Kind. Cette chanson a reçu un accueil très favorable à sa sortie dans les bacs. Elle est devenue numéro un en Australie et en Nouvelle-Zélande en 2000. 

## Charts
| Classements (2000–2001)                 | Meilleure position |
| --------------------------------------- | ------------------ |
| Allemagne (Media Control AG)            | 6                  |
| Australie (ARIA)                        | 1                  |
| Autriche (Ö3 Austria Top 40)            | 3                  |
| Belgique (Flandre Ultratop 50 Singles)  | 10                 |
| Belgique (Wallonie Ultratop 50 Singles) | 1                  |
| Canada (Nielsen SoundScan)              | 11                 |
| Danemark (IFPI)                         | 8                  |
| Écosse (OCC)                            | 3                  |
| Espagne (Promusicae)                    | 8                  |
| États-Unis (Hot 100)                    | 92                 |
| États-Unis (Dance Club Songs)           | 2                  |
| Europe (European Hot 100 Singles)       | 1                  |
| France (SNEP)                           | 2                  |
| Hongrie (Mahasz)                        | 2                  |
| Irlande (IRMA)                          | 2                  |
| Islande (Íslenski Listinn Topp 40)      | 11                 |
| Italie (FIMI)                           | 2                  |
| Norvège (VG-lista)                      | 4                  |
| Nouvelle-Zélande (RMNZ)                 | 1                  |
| Pays-Bas (Nederlandse Top 40)           | 3                  |
| Pays-Bas (Single Top 100)               | 3                  |
| Pologne (LP3)                           | 46                 |
| Portugal (AFP)                          | 10                 |
| Royaume-Uni (UK Singles Chart)          | 6                  |
| Suède (Sverigetopplistan)               | 15                 |
| Suisse (Schweizer Hitparade)            | 2                  |